# Renat Mirzaliyev
Renat Mirzaliyev –en ucraniano, Ренат Мірзалиев– (24 de marzo de 1982) es un deportista ucraniano que compitió en judo. Ganó una medalla de oro en el Campeonato Europeo de Judo de 2001, en la categoría de –66 kg.

## Palmarés internacional
| Campeonato Europeo | Campeonato Europeo | Campeonato Europeo | Campeonato Europeo |
| Año                | Lugar              | Medalla            | Categoría          |
| ------------------ | ------------------ | ------------------ | ------------------ |
| 2001               | París (Francia)    | Medalla de oro     | –66 kg             |